# Nöbeln
Nöbeln ist ein Ortsteil der Gemeinde Wechselburg im sächsischen Landkreis Mittelsachsen. Die Gemeinde Nöbeln mit ihren Ortsteilen Göppersdorf, Meusen, Hartha und Seitenhain wurde am 1. Januar 1994 nach Wechselburg eingemeindet.

## Geographie

### Geographische Lage und Verkehr
Nöbeln liegt zwischen der Zwickauer Mulde im Westen und der Bundesstraße 107 im Osten.

### Nachbarorte
| Wechselburg | Meusen                                      |             |
| Hartha      | Kompassrose, die auf Nachbargemeinden zeigt | Göppersdorf |
|             | Seitenhain                                  |             |

## Geschichte
Das am Rand des slawischen Kleingaus Rochlitz errichtete Platzdorf Nöbeln wurde im Jahr 1350 als Nibeldowe genannt. Die deutsche Bedeutung des Ortsnamens ist neblige Aue. Kirchlich ist der Ort seit jeher nach Wechselburg gepfarrt. Nöbeln gehörte bis 1856 zum kursächsischen bzw. königlich-sächsischen Amt Rochlitz. Bei den im 19. Jahrhundert im Königreich Sachsen durchgeführten Verwaltungsreformen wurden die Ämter aufgelöst. Dadurch kam Nöbeln im Jahr 1856 unter die Verwaltung des Gerichtsamts Rochlitz und 1875 an die neu gegründete Amtshauptmannschaft Rochlitz.
Die Nachbarorte Meusen und Göppersdorf wurden am 1. Juli 1950 nach Nöbeln eingemeindet. Durch die zweite Kreisreform in der DDR im Jahr 1952 wurde die Gemeinde Nöbeln dem Kreis Rochlitz im Bezirk Chemnitz (1953 in Bezirk Karl-Marx-Stadt umbenannt) angegliedert. Der Nachbarort Hartha wurde am 1. Januar 1969 und Seitenhain am 6. April 1972 eingemeindet.
Die Gemeinde Nöbeln mit ihren vier Ortsteilen gehörte ab 1990 zum sächsischen Landkreis Rochlitz, der 1994 im Landkreis Mittweida und 2008 im Landkreis Mittelsachsen aufging. Am 1. Januar 1994 erfolgte die Eingemeindung von Nöbeln mit seinen vier Ortsteilen nach Wechselburg.